# Julien Lizeroux
Julien Lizeroux nació el 5 de septiembre de 1979 en Moûtiers (Francia), es un esquiador que ha ganado 2 Medallas en el Campeonato del Mundo (2 de plata) y tiene 3 victorias en la Copa del Mundo de Esquí Alpino (con un total de 9 podiums).

## Resultados

### Juegos Olímpicos de Invierno
- 2010 en Vancouver, Canadá
  - Eslalon: 9.º
  - Combinada: 18.º
- 2014 en Sochi, Rusia
  - Eslalon: 15.º

### Campeonatos Mundiales
- 2001 en St. Anton, Austria
  - Eslalon: 25.º
- 2007 en Åre, Suecia
  - Eslalon: 14.º
- 2009 en Val d'Isère, Francia
  - Eslalon: 2.º
  - Combinada: 2.º
- 2015 en Vail/Beaver Creek, Estados Unidos
  - Eslalon: 22.º

### Copa del Mundo

#### Clasificación general Copa del Mundo
- 2000-2001: 78.º
- 2006-2007: 74.º
- 2007-2008: 17.º
- 2008-2009: 13.º
- 2009-2010: 9.º
- 2010-2011: 58.º
- 2013-2014: 96.º
- 2014-2015: 48.º

#### Clasificación por disciplinas (Top-10)
- 2007-2008:
  - Eslalon: 6.º
- 2008-2009:
  - Eslalon: 3.º
  - Combinada: 7.º
- 2009-2010:
  - Eslalon: 2.º
  - Combinada: 10.º
- 2015-2016:
  - Eslalon: 9.º

#### Victorias en la Copa del Mundo (3)

##### Eslalon (3)
| Fecha               | Lugar         |
| ------------------- | ------------- |
| 25 de enero de 2009 | Kitzbühel     |
| 1 de marzo de 2009  | Kranjska Gora |
| 10 de enero de 2010 | Adelboden     |